# Южно-Ляминское нефтегазовое месторождение
Южно-Ляминское месторождение — нефтегазовое месторождение в России.

## География
Расположено в Ханты-Мансийском автономном округе, в 25 км от ближайшего населённого пункта Дарко-Горшковский и в 180 км северо-западнее города Сургут. Месторождение относится к Западно-Сибирской провинции, в пределах центральной части Фроловской мегавпадины. Ближайшие месторождения — Северо-Селияровское, Сыньеганское и Западно-Камынское.

## История
Лицензия на геологическое изучение недр получена в 2002 году. Открыто в 2009 году. В августе 2016 года введено в эксплуатацию, согласно плану.

## Управление
Оператором месторождения является российская нефтяная компания «Сургутнефтегаз».